# Festigkeitskriterium
Ein Festigkeitskriterium (vgl. auch Bruchkriterium; bei Faser-Kunststoff-Verbunden: Versagenskriterium) gibt in der Festkörpermechanik an, wann und unter welchen Bedingungen die Festigkeit eines Festkörpers überschritten ist und er versagt.
Ein Festigkeitskriterium stellt in den Ingenieurwissenschaften die Bewertung der mechanischen Belastungsgrenze eines Werkstoffs dar. Dabei kommen Bewertungsformeln zum Einsatz: entweder werden mehrachsige Belastungen jeweils ins Verhältnis zu mechanischen Festigkeits-Kennwerten gesetzt oder zunächst auf einen einachsigen Vergleichswert (Vergleichsspannung) reduziert. Ein Festigkeitskriterium ist eng verbunden mit der zugehörigen Festigkeitshypothese.
Aus einem Festigkeitskriterium gewinnt man üblicherweise einen Reservefaktor.